# تپه امیربلاغی (میانه)
تپه امیربلاغی مربوط به دوره اشکانیان و دوره ساسانیان است و در شهرستان میانه، بخش مرکزی، دهستان کله بوز شرقی، ۸۰۰ متری شرق روستای قره زیارت واقع شده و این اثر در تاریخ ۲۷ آبان ۱۳۸۶ با شمارهٔ ثبت ۲۰۱۸۷ به‌عنوان یکی از آثار ملی ایران به ثبت رسیده است.